# José Orjas González
José Orejas González (Madrid, 26 de febrer de 1906 – ibídem, 17 de desembre de 1983), conegut artísticament com a José Orjas, va ser un actor espanyol de cinema i teatre.

## Biografia
Va néixer el 26 de febrer de 1906 a Madrid. Va començar la seva carrera en el teatre, però en els anys 50, va desenvolupar el seu treball al cinema i la televisió. La seva inconfusible figura prima i d'aspecte fràgil, li va permetre fer papers tendres i dramàtics però també, una infinitat de personatges còmics, convertint-se en un dels més notables i imprescindibles actors de caràcter del cinema espanyol.
El 27 de maig de 1935, contreu matrimoni a la parròquia de San Martín de Madrid, amb l'actriu Conchita Sánchez (Concepción Sánchez Cobo). Posteriorment van tenir un fill Salvador Orejas Sánchez.
Així, apareix com l'ajudant de l'inventor interpretat per José Isbert a Historias de la radio, com a atribulat notari a Plácido i com el cap de bon cor de l'oficina bancària d' Atraco a las tres, al costat d'un grup d'actors com Alfredo Landa, Gracita Morales, Rafaela Aparicio, Agustín González i José Luis López Vázquez.
En televisió, és recordat al costat de la magnífica Julia Caba Alba a Los pajaritos (1974). Va rebre una Antena de Oro 1974.
Va morir a Madrid, el 17 de desembre de 1983. És sebollit al cementiri de Carabanchel de Madrid.

## Teatre (selecció)
- Cuatro corazones con freno y marcha atrás (1936)
- Carlo Monte en Monte Carlo (1939)
- Eloísa está debajo de un almendro (1940)
- El amor solo dura 2.000 metros (1941)
- Madre (el drama padre) (1941)¨
- Los ladrones somos gente honrada (1941)
- Los habitantes de la casa deshabitada (1942)
- Nosotros, ellas y el duende (1950)
- Que viene mi marido (1951)
- En cualquier Puerta del Sol (1956)
- Melocotón en almíbar (1958)
- No hay novedad, Doña Adela (1959)
- ¡Quiero ver a Miusov! (1966), de Valentin Cataviev,[3]

## Pel·lícules
- Esa pareja feliz (1951)
- Historias de la radio (1955)
- El día de los enamorados (1959)
- Sólo para hombres (1960)
- Plácido (1961)
- Tres de la Cruz Roja (1961)
- Ha llegado un ángel (1961)
- Atraco a las tres (1962)
- Sabían demasiado (1962)
- Tómbola (1962)
- La viudita naviera (1962)
- Vuelve San Valentín, (1962)
- La gran familia (1962)
- El turista (1963)
- El verdugo (1963)
- Eva 63 (1963)
- Marisol rumbo a Río (1963)
- Mi canción es para ti (1965)
- Un vampiro para dos (1965)
- Nuevo en esta plaza (1966)
- Los chicos del Preu (1967)
- Un millón en la basura (1967)
- Las cuatro bodas de Marisol (1967)
- Crónica de 9 meses (1967)
- Solos los dos (1968)
- Un adulterio decente (1969)
- Carola de día, Carola de noche (1969)
- El hombre que se quiso matar (1970)
- Pim, pam, pum... ¡fuego! (1975)
- Eva, limpia como los chorros del oro (1977)

## Televisió
- Que usted lo mate bien 
  - La rifa (20 de març de 1979)
- Curro Jiménez
  - El tío Pedro (25 de desembre de 1977)
- El quinto jinete
  - La bruja (1 de gener de 1976)
- Original
  - El resumen (22 de juliol de 1975)
- Cuentos y leyendas
  - Un error judicial (17 de desembre de 1974)
- Telecomedia
  - Martínez y el director (9 de novembre de 1974)
- Noche de teatro
  - La jaula (27 de setembre de 1974)
- Silencio, estrenamos (1974)
- Los libros
  - Fray Gerundio de Campazas (14 de maig de 1974)
- Los pajaritos (1974)
- Los camioneros
  - Somos jóvenes y podemos esperar (17 de desembre de 1973)
- Animales racionales
  - Otra vez Tarzán (10 d'octubre de 1973)
- Ficciones
  - La contrafigura (27 de gener de 1973)
  - Cuando el otoño se llama primavera (2 de juny de 1973)
  - El ilustre hechicero (4 d'agost de 1973)
  - Trilby (18 d'agost de 1973)
- Teatro breve
  - Fragmento de la vida de Mr. Thompson (28 d'agost de 1971)
  - El usufructo (11 de setembre de 1971)
- Sospecha
  - Unos peniques de gas (25 de maig de 1971)
- Hora once
  - Una estatua en el valle (29 d'abril de 1971)
  - El recluta (11 de març de 1972)
- Del dicho al hecho
  - Tres españoles, cuatro opiniones (21 d'abril de 1971)
- Páginas sueltas
  - Un futuro imposible (17 de novembre de 1970)
  - Cuando la nieve se incendia (22 de desembre de 1970)
- Remite Maribel
  - Terrible Eulalia (2 de setembre de 1970)
- Teatro de misterio
  - El gato y el canario (10 d'agost de 1970)
- Al filo de lo imposible
  - El cielo abierto (20 de juny de 1970)
- Personajes a trasluz
  - Fausto (9 de juny de 1970)
- Fábulas
  - La alforja (7 de febrer de 1970)
- La risa española
  - Tres piernas de mujer (11 de juliol de 1969)
- Vivir para ver
  - Año 2007 (1 de gener de 1969)
- Pequeño estudio
  - El maestro de Carrasqueda (29 de novembre de 1968)
  - La corona de dalias (4 de febrer de 1969)
  - Un mal negocio (21 de maig de 1969)
  - El profesor auxiliar (3 de juliol de 1970)
- Historias para no dormir
  - El regreso (15 de desembre de 1967)
- Teatro de siempre
  - El cántaro roto (8 de desembre de 1967)
  - La señorita de Trevélez (17 d'abril de 1969)
- Historias naturales
  - Don Juan (25 d'octubre de 1967)
- La otra música
  - La noticia (8 d'octubre de 1967)
- Estudio 1 
  - Carlota (15 de desembre de 1965)
  - La librería del sol (12 de març de 1968)
  - Hoy es fiesta (12 de març de 1970)
  - Retablo de Santa Teresa (16 d'octubre de 1970)
  - La casa de Sam Ego (20 de març de 1971)
  - Puebla de las mujeres (12 de novembre de 1971)
  - Diario íntimo de la tía Angélica (16 de novembre de 1973)
  - Atrévete, Susana (22 de setembre de 1975)
  - La vida que te di (31 de gener de 1977)
- Novela
  - Los muertos no se chupan el dedo (20 d'abril de 1964)
  - El misterio del cuarto amarillo (30 de setembre de 1968)
  - El último hogar (3 d'agost de 1970)
  - La chica de la granja Blossom (9 d'abril de 1973)
  - Las aventuras del Marqués de Letorière (31 de desembre de 1973)
  - Luna llena (24 d'octubre de 1977)
- Primera fila
  - Que viene mi marido (17 de maig de 1963)
  - El landó de seis caballos (18 de desembre de 1963)